# ウォピスクス・ユリウス・ユッルス
ウォピスクス・ユリウス・ユッルス（ラテン語: Vopiscus Iulius Iullus）は共和政ローマ初期の政治家・軍人。紀元前473年に執政官（コンスル）を務めた。

## 家族
パトリキ（貴族）であるユリウス氏族のユリウス・ユッルス家の出身である。父のプラエノーメン（第一名、個人名）はガイウス、祖父はルキウスである。父のガイウスは紀元前489年の執政官ガイウス・ユリウス・ユッルスとされている。紀元前482年の執政官ガイウス・ユリウス・ユッルスとは兄弟である。
ユッルスには少なくとも二人の息子がいたことが分かっている。ルキウスは紀元前431年に独裁官（ディクタトル）アウルス・ポストゥミウス・トゥベルトゥスのマギステル・エクィトゥム（騎兵長官、副司令官）を務め、翌紀元前430年には執政官を務めた。もう一人のスプリウスは高位の官職にはつかなかったようであるが、その息子ガイウスは紀元前408年と紀元前405年に執政武官を務め、ルキウスは紀元前403年の執政武官となっている。紀元前424年の執政武官セクストゥス・ユリウス・ユッルスも、彼の末子か、あるいは甥である紀元前447年の執政官ガイウス・ユリウス・ユッルスの息子と思われる。

## 経歴
ユッルスは紀元前473年に執政官に就任。同僚執政官はルキウス・アエミリウス・マメルクスであった（ティトゥス・リウィウスはこの年の執政官をユッルスではなくオピテル・ウェルギニウス・トリコストゥスとしており、ユッルスを執政官とする資料もあるとしている）。
紀元前474年、執政官ルキウス・フリウス・メドゥッリヌスとアウルス・マンリウス・ウルソは、公有地法の成立にあらゆる方法で妨害しており、このため執政官任期が満了した後に護民官グナエウス・ゲヌキウスに告訴された。ゲヌキウスは、紀元前477年の執政官ティトゥス・メネニウス・ラナトゥスをクレメラ川の戦いでの不手際理由に告訴したティトゥス・ゲヌキウスの兄弟である可能性がある。また紀元前476年の執政官スプリウス・セルウィリウス・ストルクトゥスもヤニクルムの丘の戦いでの稚拙な軍事指揮で護民官に告訴されていた。ラナトゥスは罰金刑を言い渡されたが憤死（あるいは自殺）し、ストルクトゥスは同僚執政官のアウルス・ウェルギニウス・トリコストゥス・ルティルスの弁護もあって無罪となっていた。
ユッルスとマメルクス（紀元前484年と紀元前478年に続いて三度目の執政官）が執政官に就任したとき、彼らの前任者達は裁判のためにみすぼらしい服を着て通りを歩く運命にあった。両人はローマの最高官位に選ばれたものが、独裁的な護民官によって破壊されようとしていると主張した。しかし裁判の朝、ゲヌキウスは自宅で死亡しているのが発見された。他の同僚は身体不可侵であるはずの護民官が不審死を遂げた事に恐怖して裁判を継続しようとはせず、メドゥッリヌスとウルソは裁判をまぬがれた。
前百人隊長のウォレロ・プウリリウス (後に護民官）も一兵士として徴兵されようとしが、これを拒否した。両執政官はリクトル（護衛兵）にプブリリウスを逮捕するように命令した。フォルム・ロマヌムの執政官の前に連れて来られたプブリリウスは、護民官に対してあまりに介入を躊躇していると訴えたが、恐怖に囚われた彼らは動かなかった。しかし罰が下される前にプブリリウスは上訴し、民衆によってリクトルから救い出された。また、彼に対する同情から、プレブス（平民）は覚醒した。両執政官を護衛しているのは24人のリクトルのみで、彼らもまたプレブスであった。すでにリクトルの何人かはそのファスケス (権威の象徴として捧げ持つ斧の柄)を折られるなど民衆に手荒い扱いを受けており、両執政官はフォルムを離れてクリア・オスティリア（元老院議事堂）に避難し、民衆の怒りが収まるまでそこに留まらざるを得なかった。元老院議員の一部はより強硬な処置を求めたが、穏健派の議員はさらなる混乱を避けようとし、その年は不穏ではあるがパトリキとプレブスの間に衝突は生じなかった。
年末にユッルスとメドゥッリヌスの任期が満了しようとしているときに翌年の政務官の選挙が行われたが、プブリリウスは護民官に当選した。翌紀元前471年にも護民官を務め、護民官を平民のみが出席するトリブス民会が選出するというプブリリウス法（en）を制定した（従来はクリア民会が選出しており、パトリキはそのクリエンテスを利用して選挙を左右出来た）。結果プレブスは独自の政治的権利を得ることとなる。

## 参考資料

### 古代の資料
- ハリカルナッソスのディオニュシオス『ローマ古代誌』
- ティトゥス・リウィウス『ローマ建国史』
- シケリアのディオドロス『歴史叢書』
- アウルス・ゲッリウス『アッティカ夜話』

### 研究書
- "Vopiscus Julius C. f. L. n. Iulus" (no. 3) in the Dictionary of Greek and Roman Biography and Mythology, William Smith, ed., Little, Brown and Company, Boston (1849).
- T. Robert S. Broughton, The Magistrates of the Roman Republic, American Philological Association (1952).